# زیبابین

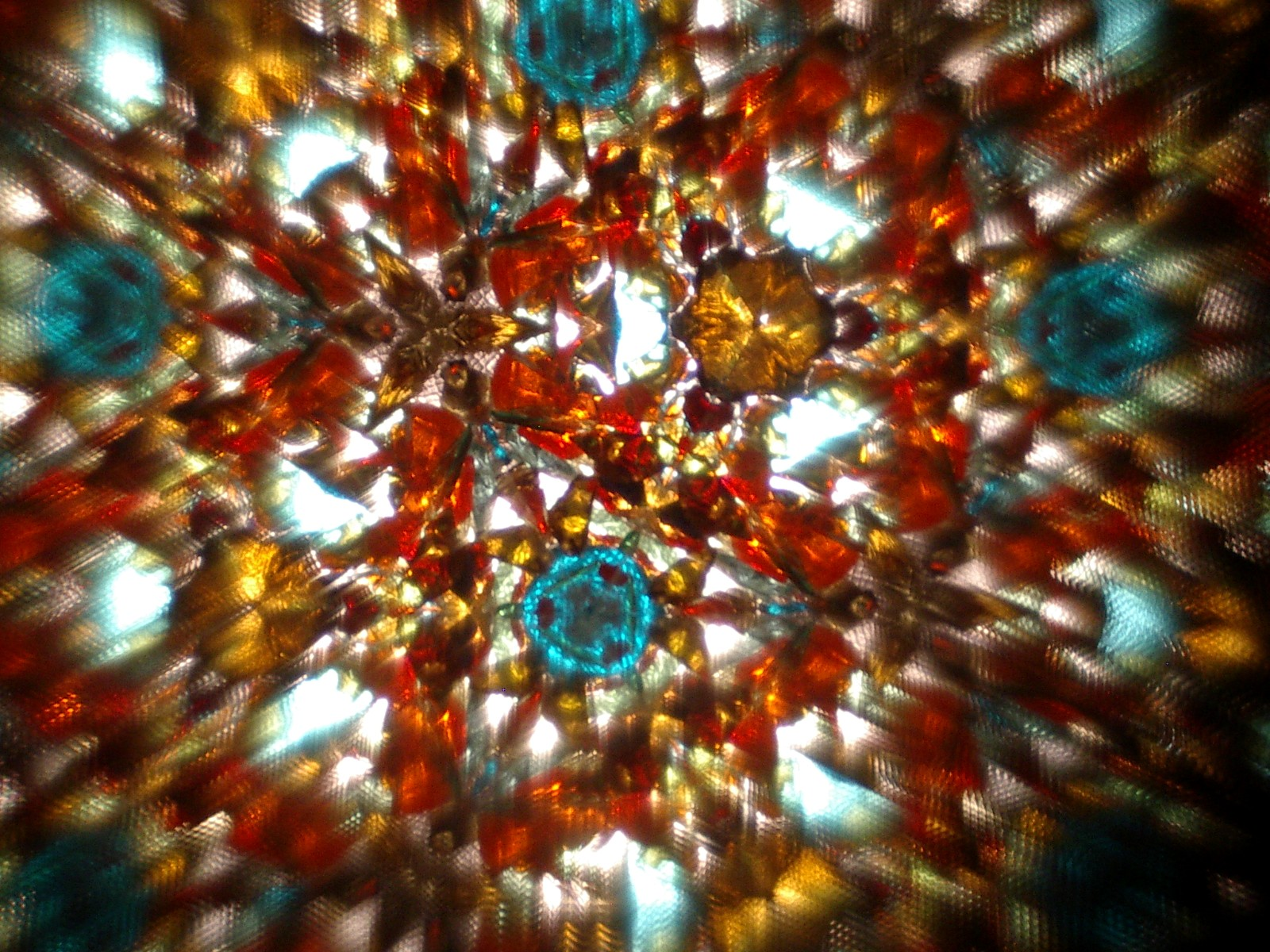
نگاهی به درون یک زیبابین.

زیبابین یا کِلایدِسکوپ (به انگلیسی: Kaleidoscope) وسیله‌ای است شامل دایره‌ای از آینه‌ها و اشیای رنگی و نامتصل همچون تیله، مهره، خرده‌شیشه و تکه کاغذ که بازتاب نور به آن‌ها الگوهای رنگارنگی را پدید می‌آورد.
زیبابین وسیله‌ای است که با بازتاب متعدد پرتوهای نوری در آینه‌های خود باعث به وجود آوردن تصاویری با تقارن مرکزی و خطوط تقارن محوری متعدد می‌شود. ساده‌ترین نوع زیبابین از اتصال سه آینه‌ی عمود بر سطح، به صورت مثلثی و رو به داخل، ساخته می‌شود و با قرار دادن جسم کوچکی در فضای بین آینه‌ها می‌توان بازتاب آن را مشاهده کرد.
با قرار دادن آینه‌ها با زاویه ۴۵ درجه، هشت تصویر تکراری از یک جسم پدید می آید، شش تصویر در ۶۰ درجه و چهار در ۹۰ درجه. با چرخاندن لوله زیبابین، روی هم افتادن تصاویر رنگی باعث نمایاندن الگوها و رنگ‌های متنوعی به چشم بیننده می‌شود.
دیوید بروستر، مخترع اسکاتلندی در سال ۱۸۱۷ میلادی این وسیله را نام‌گذاری کرد.